# Eva Mozes Kor
Eva Mozes Kor (31 de gener de 1934, Porț, Marca, província de Sălaj Romania- 4 de juliol de 2019, Cracòvia, Polònia) fou una ciutadana estatunidenca d'origen romanès supervivent de l'Holocaust. Juntament amb la seva germana bessona Miriam, va ser sotmesa a experimentació humana sota la direcció de Josef Mengele al camp de concentració d'Auschwitz, a la Polònia ocupada per Alemanya durant la Segona Guerra Mundial. Va perdre els seus pares i dues germanes més grans a l'Holocaust; només ella i Miriam van sobreviure. Kor va fundar l'organització CANDLES (acrònim de Children of Auschwitz Nazi Deadly Lab Experiments Survivors) el 1984 i a través d'aquest programa es van localitzar altres 122 supervivents de Mengele.
En 1984, Kor va fundar el CANDLES Holocaust Museum and Education Center per a la divulgació de l'eugenèsia, l'Holocaust i el poder del perdó. Kor va rebre atenció internacional quan va perdonar públicament als nazis el que li havien fet. Aquesta història es va explorar més endavant en el documental del 2006 Forgiving Dr. Mengele ("Perdonant el doctor Mengele"). Va ser autora o coautora de sis llibres i va participar en nombrosos projectes i serveis commemoratius.

## Biografia
Eva Mozes va néixer el 1934 a Porţ, Romania, filla dels agricultors Alexandru i Jaffa Mozes, que eren els únics residents jueus de la zona. A més de la seva germana bessona, Míriam, Eva tenia dues germanes més grans, anomenades Edit i Aliz.
Al març de 1944, la família Mozes va ser deportada al gueto regional de Cehei, a Șimleu Silvaniei, que en aquell moment pertanyia a Hongria. Durant el seu temps al gueto, la família no disposà d'habitatge, i va haver d'improvisar tendes de campanya amb llençols. Unes setmanes més tard, tots ells van ser transportats al camp de concentració d'Auschwitz.
La seva família, juntament amb d'altres del gueto, fou enviada a les cambres de gas, però com que Eva i Miriam eren bessones, van ser seleccionades per formar part d'un grup de nens que s'utilitzaven en experiments sota la direcció de Josef Mengele.El juliol del 1944, Eva va rebre una injecció d'una substància desconeguda que li va causar una malaltia greu. Eva va passar tres setmanes a l'hospital, recuperant-se. Durant aquest temps, la seva germana va ser sotmesa a experiments i va estar greument malalta, de manera que Eva havia de robar patates per a elles amb un gran risc.

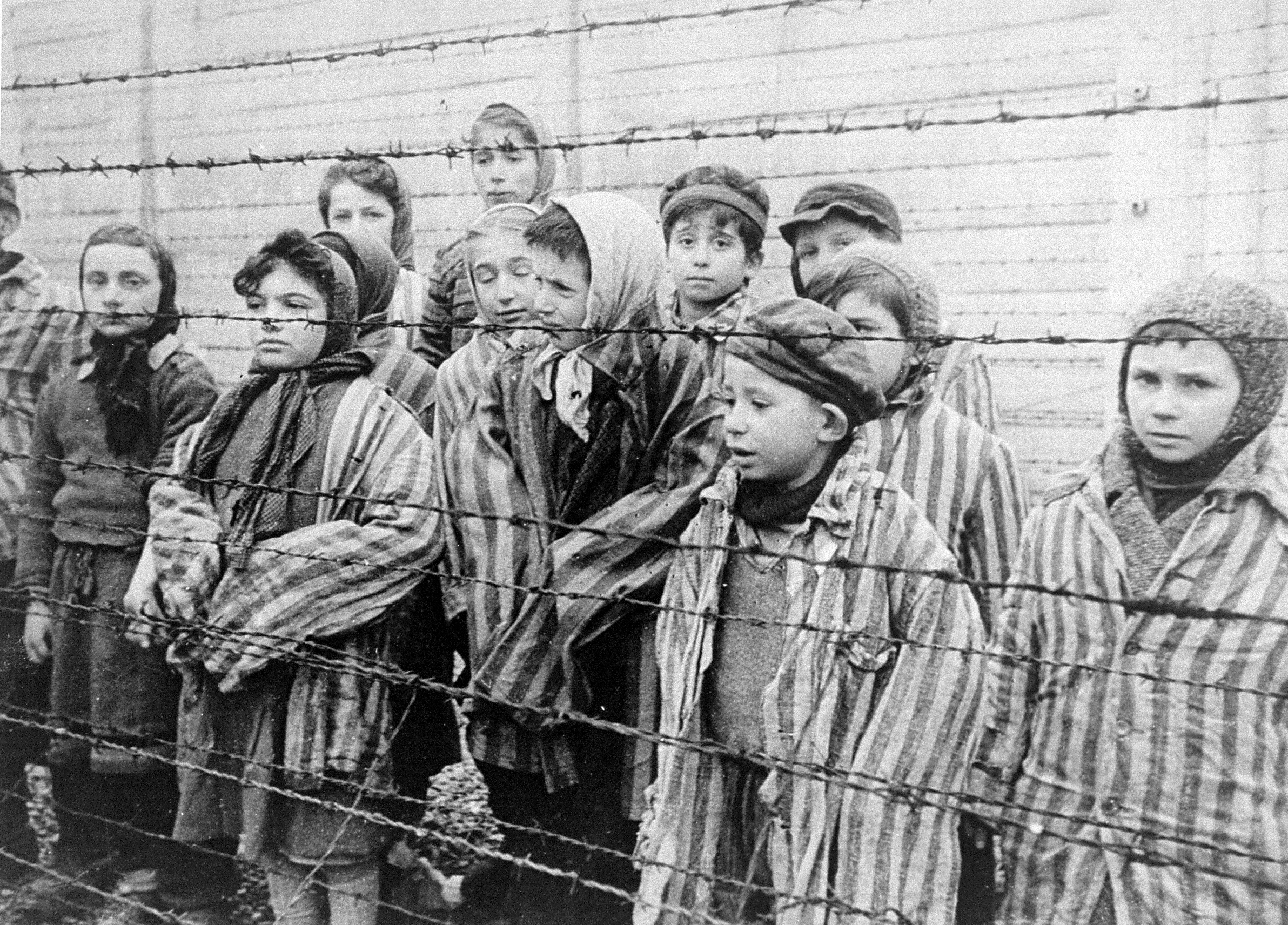
Miriam (a l'extrem dret) i Eva Mozes (al costat d'ella, parcialment oculta) a l'alliberament d'Auschwitz el 27 de gener de 1945

Igual que molts nens i altres interns que no eren susceptibles de poder marxar, Eva i Miriam Mozes no van ser traslladades amb les marxes de la mort el gener de 1945 per part de les SS, sinó que es van quedar al camp de concentració. Després de l'alliberament per part de l'Exèrcit Roig el 27 de gener de 1945, les germanes van romandre inicialment al campament i van ser portades després d'unes setmanes a un orfenat catòlic a la ciutat polonesa de Katowice. Des d'aquí, es van posar en contacte amb un funcionari supervivent en un camp de refugiats a la ciutat, les dues filles bessones del qual també havien estat maltractades per Mengele per fer experiments i es va fer càrrec d'Eva i Miriam. Al maig, tots van ser traslladats en tren a un camp de refugiats de Slutsk (actualment a la província de Minsk, Belarús). A l'octubre de 1945, els refugiats d'aquest camp van ser enviats de nou als seus països d'origen. Eva i Miriam van trobar que la casa dels seus pares havia estat saquejada i descuidada, i es van traslladar a casa d'una a tia a Cluj, on van viure fins al 1950.
Els anys següents es van veure marcats per l'antisemitisme de la població romanesa i per l'assetjament de les autoritats contra els propietaris de terres i els jueus. El 1950, les germanes van poder emigrar a Israel després de renunciar a totes les seves possessions. Van ser acollides a Haifa pel seu oncle Aaron i van viure dos anys en un poble de nens i joves de la Jove Aliyà. El 1952, totes dues es van enrolar a les Forces de Defensa d'Israel. Miriam es va formar allà com a infermera, Eva es va formar com a dibuixant tècnica i va llicenciar-se el 1960 com a sergent. L'abril de 1960 va conèixer Michael Kor, un supervivent de l'Holocaust de Terre Haute, Indiana, que havia arribat a Israel com a turista per visitar el seu germà. Es van casar, Eva es va traslladar a Terre Haute amb el seu marit. Va tenir dos fills i va treballar com a agent immobiliari. La seva germana Miriam va tenir tres fills i va desenvolupar una greu malaltia renal durant els seus embarassos, probablement una seqüela tardana dels experiments de Josef Mengele. Eva va donar a Miriam un dels seus ronyons tot dient: "Tinc una germana i dos ronyons". Miriam Mozes Ziegler va morir el 6 de juny de 1993 a causa d'un càncer de ronyó. El 4 de juliol de 2019, Eva Mozes Kor va morir a Cracòvia, Polònia, mentre acompanyava un grup de CANDLES en un viatge educatiu a Auschwitz. Tenia 85 anys. Feia aquest viatge anualment per compartir les seves experiències infantils i fer gires des de la seva perspectiva de supervivent.

## Organització CANDLES
També als Estats Units, Eva Mozes Kor i la seva família van estar exposades a persecució antisemita, amb maltractament verbal dels seus fills i l'aparició d'esvàstiques a casa seva. La situació va millorar significativament amb l'emissió de la sèrie de televisió Holocaust el 1978. El mateix any, Eva Mozes Kor va començar a fer conferències en les quals informava com a testimoni de la seva sort i de la seva família. No podia respondre a moltes preguntes del seu públic i va considerar que era un inconvenient que gairebé no hi hagués llibres amb informació sobre els experiments d'Auschwitz i Mengele.
Juntament amb la seva germana Miriam, Kor va fundar l'organització d'autoajuda Children of Auschwitz Nazi Deadly Lab Experiments Survivors (CANDLES, en català: Nens d'Auschwitz supervivents dels experiments mortals de laboratori dels nazis) Van aconseguir localitzar 122 supervivents dels experiments bessons en deu països de quatre continents i van ajudar molts amb problemes específics. Van lluitar en gran manera en va per aclarir els antecedents dels experiments i les seves conseqüències mèdiques per millorar el tractament de les víctimes.
El 1995, després de la mort de la seva germana, Kor va fundar el CANDLES Holocaust Museum and Education Center, en català Museu de l'Holocaust i Centre d'Educació CANDLES a Terre Haute. El museu va ser completament destruït el 2003 per un incendi provocat. Després de ser reconstruït, fou reobert el 2005. Eva Mozes Kor va impartir conferències fins al final de la seva vida, especialment a les escoles, i va dur a terme viatges anuals d'estudi a Auschwitz. Els realitzadors Bob Hercules i Cheri Pugh van acompanyar Kor durant anys amb la càmera, de la qual cosa va néixer el documental Forgiving Dr. Mengele.

## Actitud envers els perpetradors i descendents nazis
En anys posteriors, Eva Kor va adoptar una actitud oberta a la reconciliació ("perdó") amb els perpetradors nazis de l'Holocaust, la qual cosa va provocar reaccions controvertides i va ser criticada i rebutjada com a inadequada per molts supervivents de l'Holocaust. Eva Kor va mostrar la seva disposició a reunir-se amb el metge SS del camp d'Auschwitz-Birkenau, que encara era viu, Hans Münch, i a "perdonar-lo" públicament amb motiu d'una visita conjunta al monument a Auschwitz-Birkenau el 1995;això, després que el propi Münch hagués reconegut en una declaració manuscrita i certificada l'existència de les cambres de gas i l'assassinat massiu dels jueus a Auschwitz, dels quals n'havia estat "testimoni".
A més, Eva Mozes Kor estava preparada per reunir-se el 2009 per primera vegada amb Rainer Höß, net del comandant d'Auschwitz Rudolf Höß, a Auschwitz, al qual posteriorment s'hi va referir com el seu amic i el 2015, l'«adoptà simbòlicament» com a «nét».Per això va ser fortament criticada per altres jueus, ja que Rainer Hoess havia intentat el 2009 beneficiar-se del llegat del seu avi en oferir-lo per a venda al Yad va-Xem, en lloc de proporcionar-lo gratuïtament. El 2014 va aparèixer amb Rainer Höß en diversos esdeveniments contra l'extremisme de dreta.
El 2015, Kor va viure com a codemandant el judici d'Auschwitz contra Oskar Gröning. Aquest havia admès - a diferència de la majoria dels acusats en judicis nazis - complicitat moral en el primer dia del judici, havia expressat remordiment i havia demanat perdó. Més tard, Eva Kor va donar la mà a l'acusat com a gest de reconciliació. Li va donar les gràcies per la seva voluntat, a l'edat de 93 anys, de testificar el que havia passat feia més de 70 anys.
Sovint escoltava la pregunta de com perdonar allò que és imperdonable. Eva Mozes Kor deia el següent: 
| « | Sempre contesto amb una contrapregunta: No tinc dret a alliberar-me del que els nazis em van fer? El perdó no és oblidar, sinó una forma de poder: renunciar a alguna cosa, recuperar el control de la pròpia vida. Com a víctima, és fer alguna cosa contra la qual l'autor no es pugui defensar. No cal ser religiós, només cal adonar-se que tens el poder i pots salvar-te (...) | » |

En un altre moment, va dir que havia perdonat els autors
| « | no pas perquè s'ho mereixin, sinó perquè m'ho mereixo. Una víctima té el dret de ser lliure en algun moment i no es pot alliberar d'allò que li han fet si no es desfà d'aquesta càrrega quotidiana de dolor i ira. | » |

De la mateixa manera, Éva Fahidi, una altra supervivent de l'Holocaust va afirmar:
| « | No puc perdonar en nom dels morts: vaig perdre 49 familiars (..) He odiat el món sencer durant molt de temps, especialment els autors. Però això ha canviat al llarg dels anys. Odiar és una condició que arrasa l'ànima, la pots sentir a la teva pell (..) Si continueu odiant, llavors sereu víctima (...) Simplement no vull odiar perquè vull salvar la meva ànima, vull ser una persona millor. | » |

## Stolpersteine

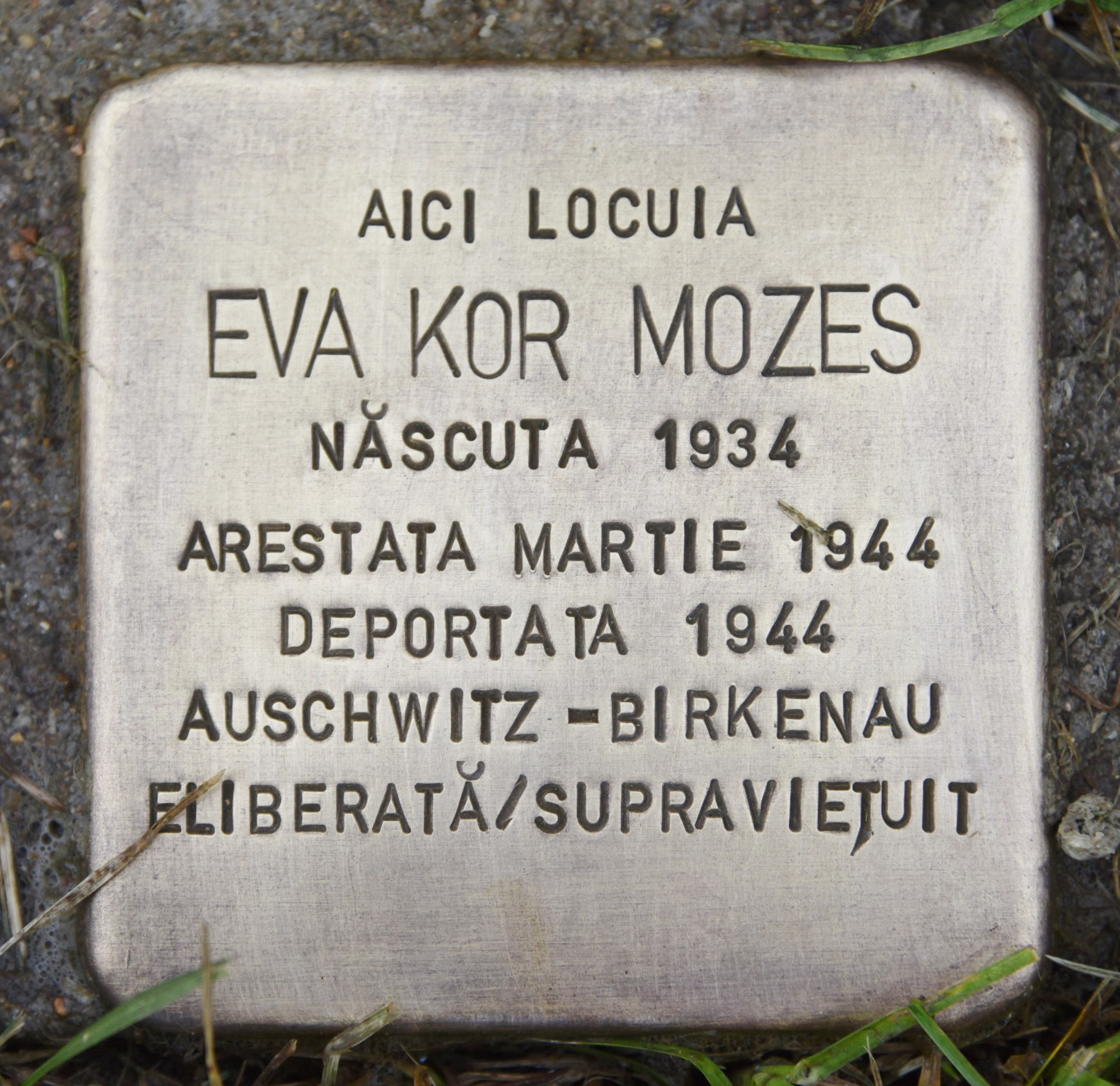
Stolperstein per a Eva Mozes Kor a Porţ

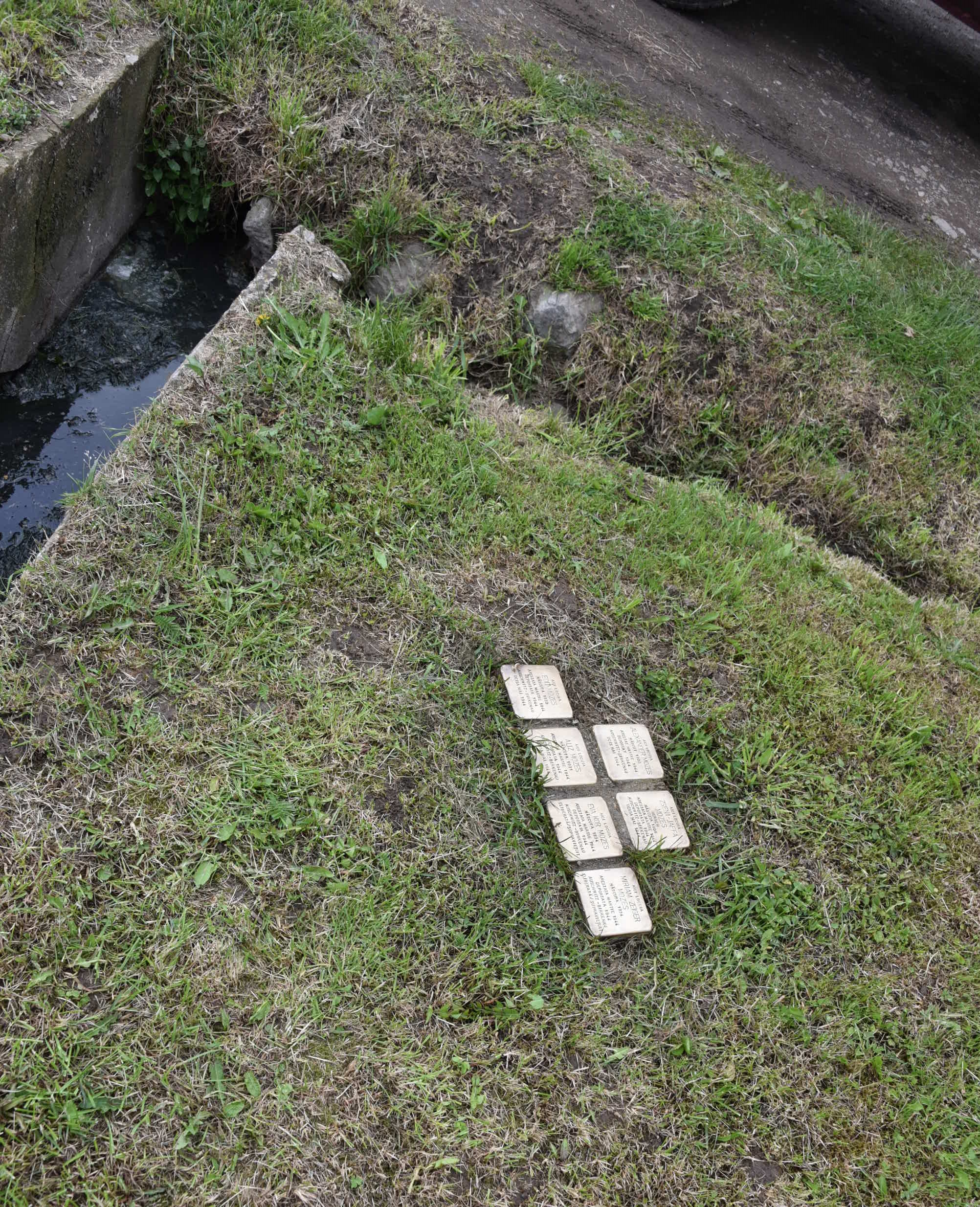
Stolpersteine für die Familie Mozes in Porţ.

El 7 de juliol, 2014, sota el concepte d'art commemoratiu, l'artista Gunter Demnig va col·locar sis stolpersteine a l'antiga casa de la família Mozes: per a Eva Mozes Kor, els seus pares, Zseni-Jaffa i Alexandru Mozes, i les seves tres germanes, Aliz, Edit i Miriam Mozes. La llamborda en memòria d'Eva Mozes Kor duu la següent inscripció en romanès: „Aici Locuia / Eva Kor Mozes / Născută 1934 / Arestata Martie 1944 / Deportata 1944 / Auschwitz-Birkenau / Eliberată / Supraviețuit“. Traduïda al català: «Aquí va viure / Eva Kor Mozes / Nascuda el 1934 / Arrestada el març de 1944 / Deportada el 1944 / Auschwitz-Birkenau / Alliberada / Sobrevisqué».

## En la cultura popular
El 2011, la banda Saltatio Mortis va publicar un àlbum titulat Zirkus Zeitgeist amb la cançó Todesengel sobre la seva història al camp de concentració. Eva Mozes Kor es va reunir amb un membre de la banda i va parlar de la cançó.

## Obres
- Echoes from Auschwitz: Dr. Mengele's Twins: The Story of Eva and Miriam Mozes (1995) amb Mary Wright — ISBN 978-0-9643807-6-9
- Surviving the Angel of Death: The Story of a Mengele Twin in Auschwitz (2009) amb Lisa Rojany Buccieri — ISBN 1-933718-28-5
- Little Eva & Miriam in First Grade (1994) Eva Mozes Kor - OCLC 33324155
- Forgiving Dr. Mengele (2006) First Run Features - Bob Hercules i Cheri Pugh
- Die Macht Des Vergebens (2016) amb Guido Eckert - ISBN 978-3-7109-0011-2
- "Nazi Experiments as Viewed by a Survivor of Mengele's Experiments" (1992) a When Medicine Went Mad: Bioethics and the Holocaust per Arthur Caplan - ISBN 978-1461267515